# The Potbelleez
 (décembre 2011).
Si vous disposez d'ouvrages ou d'articles de référence ou si vous connaissez des sites web de qualité traitant du thème abordé ici, merci de compléter l'article en donnant les références utiles à sa vérifiabilité et en les liant à la section « Notes et références ».
The Potbelleez est un groupe australien d'électro/house.

## Carrière
Les deux DJs/producteurs David Greene (alias Dave Goode) et Jonny Murphy (alias Sonic Jonny) sont nés à Dublin, Irlande. En 2006, ils ont commencé à enregistrer des chansons sur la terrasse de leur maison de Thomson Street, Darlinghurst, Sydney avec deux chanteurs: Blu (originaire de Brisbane et maintenant basé sur Sydney) et Ilan du Cédron, autrement connu comme iKid. Les Potbelleez ont signé à leur label Vicious à la fin de 2006 et leur musique fut plus tard produite par Vicious sur l'EP In The Junkyard en 2007. Ils résident actuellement à Sydney. Les Potbelleez sont gérés par Myles Cooper et ont signé à Phat Planet Music Media company
Ils furent notamment remixés par des Disc jockey célèbres tels que Tommy Trash ou encore Ken Loi.

## Discographie

### Albums studio
| Année | Album | Meilleure position |
| Année | Album | Australie          |
| ----- | --- | ------------------ |
| 2008  | The Potbelleez - 1er album studio - Date de sortie : 22 novembre 2008 (Vicious Records) - Formats: CD, Téléchargement digital | 17                 |
| 2011  | Destination Now - 2e album studio - Date de sortie : 27 mai 2011                                                              | 17                 |

### EPs
- In the Junkyard (2007)
- Kiss My Ass (2009)

### Singles
| Année | Single            | Meilleure positions | ARIA Certifications | Album           |
| Année | Single            | ARIA Charts         | ARIA Certifications | Album           |
| ----- | ----------------- | ------------------- | ------------------- | --------------- |
| 2007  | Don't Hold Back   | 5                   | 2 × Platine         | The Potbelleez  |
| 2008  | Are You with Me   | 15                  | Or                  | The Potbelleez  |
| 2008  | Trouble Trouble   | 54                  | –                   | The Potbelleez  |
| 2009  | Duurty Dreemz     | –                   | –                   | The Potbelleez  |
| 2010  | Hello             | 19                  | Or                  | Destination Now |
| 2010  | Shake It          | 51                  | –                   | Destination Now |
| 2011  | From the Music    | 16                  | Platine             | Destination Now |
| 2011  | Midnight Midnight | 48                  | –                   | Destination Now |
| 2011  | Feed Off Me       | –                   | –                   | Destination Now |

## Récompenses
| Année | Ceremonie   | Award                       | Outcome                             |
| ----- | ----------- | --------------------------- | ----------------------------------- |
| 2008  | ARIA Awards | Highest Selling Single      | Nommé                               |
| 2008  | ARIA Awards | Breakthrough Single         | Nommé                               |
| 2008  | ARIA Awards | Best Dance Release          | Nommé                               |
| 2009  | APRA Awards | Dance Work of the Year      | Gagné avec le titre Don't Hold Back |
| 2009  | APRA Awards | Most Played Australian Work | Nommé                               |